# فينس كارتر
فينس كارتر (بالإنجليزية: Vince Carter) مواليد 26 يناير 1977، هو لاعب كرة سلة أمريكي يلعب مع فريق ميمفيس غريزليس في الرابطة الوطنية لكرة السلة ويحمل الرقم 15. يبلغ طوله 6 قدم 6 بوصة (2.0 م).

## فرق لعب لها
- تورونتو رابتورز
- بروكلين نتس
- أورلاندو ماجيك
- فينيكس صنز
- دالاس مافيريكس
- ميمفيس غريزليس

## الميداليات
| الميدالية | المسابقة                             |
| --------- | ------------------------------------ |
| ذهبية     | الألعاب الأولمبية الصيفية 2000       |
| ذهبية     | بطولة أمم الأمريكتين لكرة السلة 2003 |

## روابط خارجية
- فينس كارتر على موقع الاتحاد الدولي لكرة السلة (الإنجليزية)
- فينس كارتر على موقع إن بي أي (الإنجليزية)
- فينس كارتر على موقع سبورتس رفرنس (الإنجليزية)
- فينس كارتر على موقع كرة السلة الأوروبية.كوم (الإنجليزية)
- فينس كارتر على موقع إي إس بي إن.كوم (الإنجليزية)
- فينس كارتر على موقع كلية كرة السلة في سبورتس رفرنس.كوم (الإنجليزية)
- فينس كارتر على موقع ريلجم (الإنجليزية)
- فينس كارتر على موقع بروبوليرز (الإنجليزية)
- فينس كارتر على موقع سبورتس رفرنس (الإنجليزية)
- فينس كارتر على موقع أوليمبيديا (الإنجليزية)